# Overrepen
Overrepen is een dorp in de Belgische provincie Limburg en een deelgemeente van Tongeren-Borgloon, het was een zelfstandige gemeente tot aan de gemeentelijke herindeling van 1971.

## Ligging
Overrepen is gelegen op 3 km van het centrum van Tongeren, op 20 km van het centrum van Sint-Truiden, op 16 km van Hasselt en op 22 km van Maastricht. Het is gelegen in Haspengouw en beslaat een oppervlakte van 364 hectare.

## Geschiedenis
Het grondgebied van Overrepen was waarschijnlijk al in de Romeinse tijd bewoond, aangezien de heerbaan van Bilzen naar Borgworm door dit gebied liep.
Voor het ontstaan van Overrepen moeten wij ons grotendeels laten leiden door hetgeen eerst de "parochie" Overrepen was. De kerk was een godsdienstig en in belangrijke mate ook een bestuurlijk centrum, en zou later ook de dorpsgrenzen vastleggen. Wanneer Overrepen is ontstaan is niet bekend. Wel staat vast dat Overrepen, samen met Wellen en Guigoven tot de vroegste bezittingen van de Abdij van Munsterbilzen behoorde (de jaren 800). In het jaar 1096 vindt men reeds de naam "Repen". Later vanaf 1099 schreef men "Repe". Vanaf 1154 is er sprake van "Over-Repe". De naam werd toen in twee woorden geschreven. Omstreeks 1200 is er op de kaart van het Graafschap Loon duidelijk spraken van het grondgebied Overrepen.
De stad Tongeren met haar wijde omgeving (behalve Overrepen) werd vroegtijdig bij de Luikse bezittingen gevoegd. Enkel Overrepen (met Kolmont) bleef (tot 1366) Loons, terwijl het naburige Neerrepen Luiks was. De kerktoren van Overrepen werd ook in die tijd (1000-1100) opgetrokken door de Graven van Loon om een steunpunt te vormen ter verdediging tegen het Luikse prinsdom. Het is ook meer dan waarschijnlijk dat rond diezelfde tijd de Burcht van Kolmont opgetrokken is als een der machtigste verdedigingspunten van het Loonse Graafschap.
Het patronaatsrecht van de Sint-Laurentiusparochie behoorde toe aan de Abdij van Munsterbilzen, en sinds de 13e eeuw aan de Landcommandeur van de Duitse Orde te Alden Biesen.
Het huidige Overrepen bestaat uit drie voormalige kernen die destijds gedeeltelijk zelfstandig waren: het eigenlijke Overrepen, Kolmont en Ridderherk. In 1971 werd de gemeente Overrepen (inclusief Kolmont en Ridderherk) met de gemeente Jesseren gefuseerd tot een nieuwe gemeente onder de naam Kolmont. Deze werd zes jaar later al ontbonden waarna Overrepen een deelgemeente werd van Tongeren, terwijl Jesseren deel werd van Borgloon.

## Demografische ontwikkeling
- Bronnen:NIS, Opm:1831 tot en met 1961=volkstellingen

## Bezienswaardigheden
Overrepen heeft een kerk uit 1773 met een romaanse toren uit de 12de eeuw en een rijk interieur (houten tabernakel). In Overrepen staat ook de burchtruïne van Kolmont met romaanse en gotische delen (onder meer 12e-eeuwse tienhoekige toren). Het Kasteel van Kolmont heeft een neobarokke stijl en de middenbouw werd tussen 1840 en 1850 opgericht door toedoen van de familie Bellefroid-Van der Meer.

### Burchtruïne van Kolmont

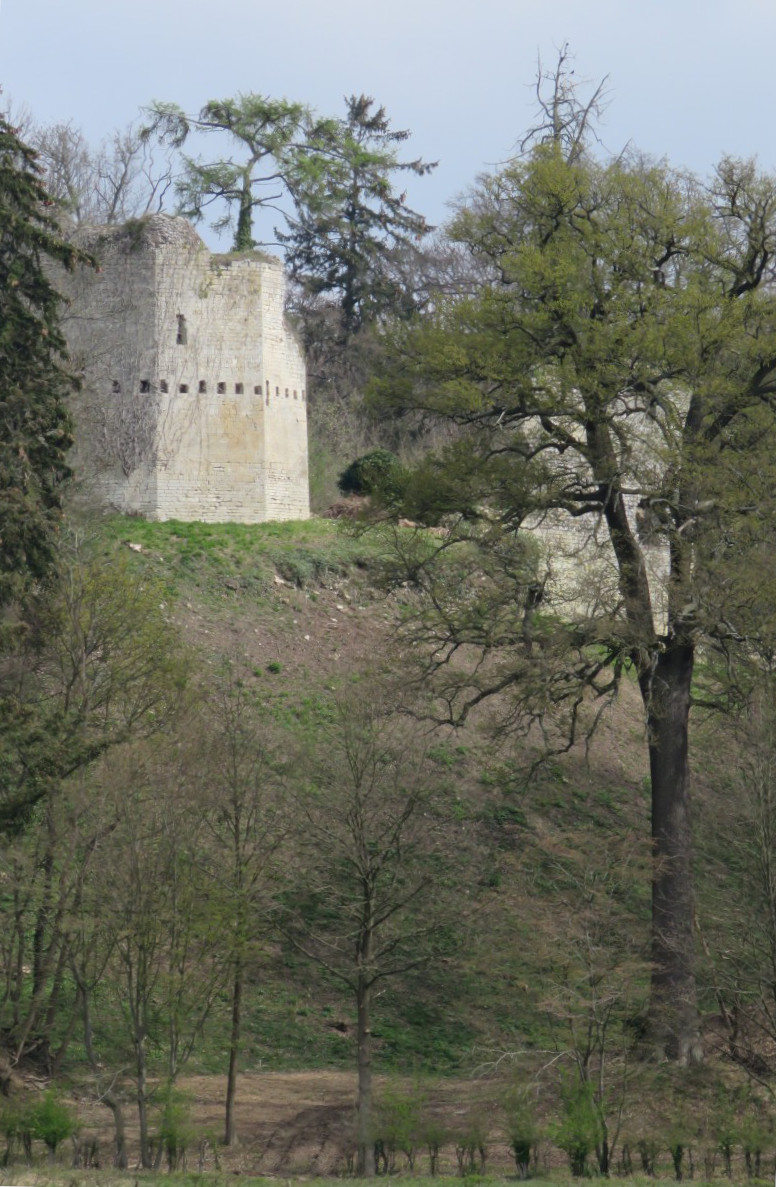
De ruïne van de burcht van Kolmont

De burcht van Kolmont zou een van de voornaamste van het land geweest zijn. Zij kende ook een grote geschiedenis. De burcht werd omstreeks 1100 gebouwd door Gerard van Loon, zoon en opvolger van Lodewijk I van Loon op de uitloper van een heuvelring die door een diepe uitgraving langs de oostkant afgesneden werd van de rest van de hoogte en niet alleen langs drie zijden door de moerassige laagten van de Herkbeek omringd was, maar ook door natte grachten. Rond 1180 moet de bouw van de stenen ringmuur (3 meter dikte), die de burchthoogte als mantel aangaf, plaats gehad hebben. Hij werd opgetrokken in ijzerhoudende stenen die in visgraatverband gemetseld waren. Rond 1250 breidde de Loonse graaf de versterking aanzienlijk uit. Waarschijnlijk hield dit verband met het feit dat de inwoners van Overrepen door een oorkonde van 1170 vanwege graaf Lodewijk I van Loon allerlei voorrechten verkregen. De verdediging van de burcht werd hen opgedragen. In die tijd werd aan de bestaande torenburcht een ovale neerhof toegevoegd en eveneens met muren omgeven. Hierin werd nog een vierkante toren van 7 meter opgenomen en met muren uit silex en ijzerzandsteen van 1,80 meter dikte. Deze toren was bedoeld ter verdediging van de toegangsweg. Door de schietgaten van 1,65 meter hoog kon men een effectief flankvuur geven op de omheiningmuur. Rond de burcht werd een wal opgetrokken van 4 meter hoog die zelf door een diepe gracht omringd was. Dit bracht eventuele aanvallers in een zeer moeilijke positie.
Dit burchtcomplex met versterkte toegangsbrug speelde een belangrijke rol in de twisten tussen Graaf Gerard van Loon en de prins-bisschop van Luik. De Loonse graven verbleven op deze burcht vanaf 1300. De graven verbleven in het herenhuis waarvan de open gotische haard nog zichtbaar is. De troepen van de Luikse bisschop trokken meerdere malen op oorlogspad naar Kolmont, gesteund door St.-Truidense troepen. Zij verdreven de inwoners, moordden en brandden de huizen af. Ondertussen verschanste de Graaf van Loon zich in de versterkte burcht van Kolmont met een aanzienlijke buit.
In de loop der jaren zal de strijd tussen Luik en Loon blijven voortduren met verlies en winst in beide kampen. De aanvallen van Graaf Gerald van Loon waren meestal gericht op Tongeren (Luiks grondgebied). In het geheim vertrok de Graaf van Loon met enkele ridders vanuit de burcht naar Tongeren om er huizen af te branden, ook de basiliek van Tongeren bleef niet gespaard. Tot aan de vereniging van Loon met het prinsbisdom Luik, in 1364, zal de burcht van Kolmont nooit worden ingenomen. Toen kwam er een tijd van verwaarlozing en verval. In 1488 stond de familie de La Marcke op tegen de prins-bisschop van Luik. De oproerlingen wisten zich meester te maken van de burcht van Kolmont. Het jaar nadien moesten de opstandelingen het onderspit delven en werd de burcht van Kolmont verwoest. In 1499 gaf het magistraat der stad aan de ambachten de toelating te Kolmont de nodige stenen te halen om de stadsmuren van Tongeren te versterken. In 1925 werd de ruïne van een oude burcht van de graven van Loon geklasseerd. Er zijn nog romaanse delen bewaard uit de 11e en 12e eeuw, en gotische delen uit de 15e eeuw.

### Sint-Laurentiuskerk

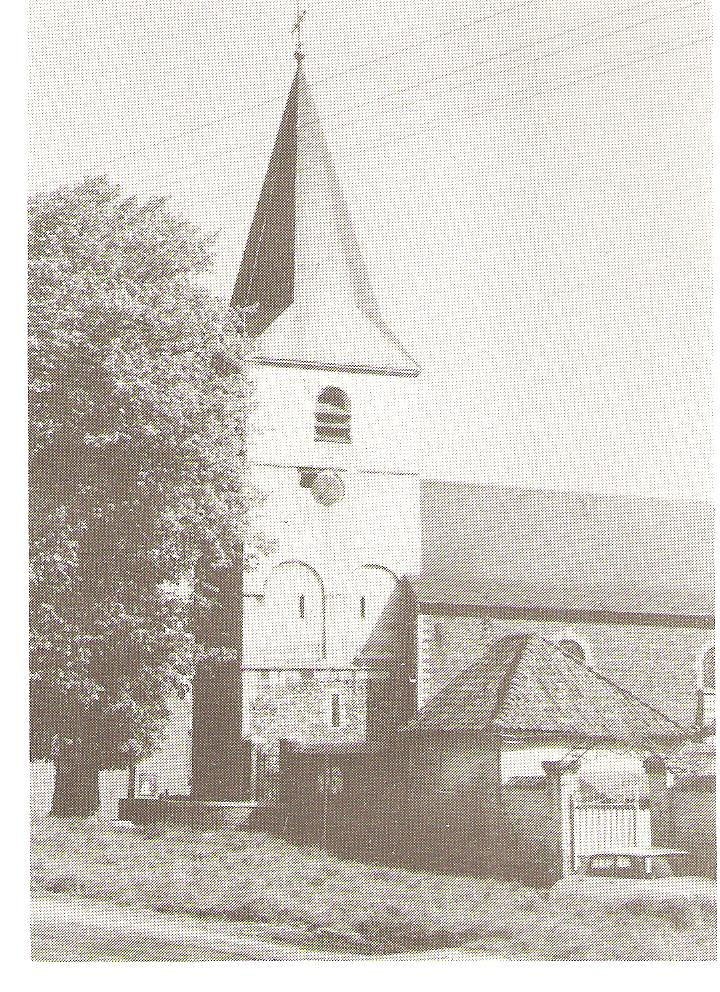
De Sint-Laurentiuskerk vroeger

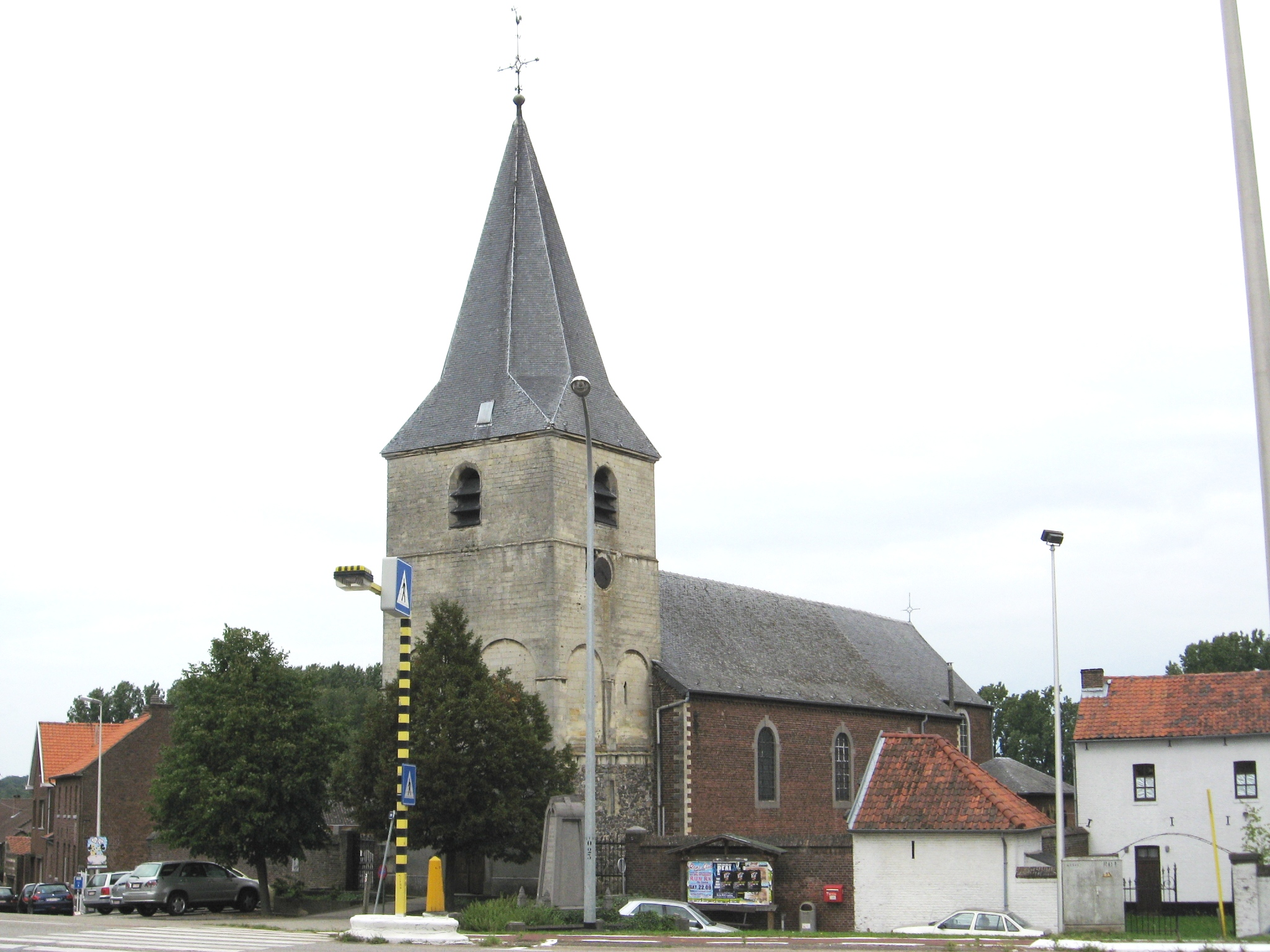
De Sint-Laurentiuskerk nu (2007)

In een strijd ontstaan tussen Graaf van Loon en het Prinsbisdom Luik trok het Graafschap Loon (rond 1100) de burcht van Kolmont en de kerktoren op ter verdediging van het Graafschap. De bouw van de toren en de burcht werd uitgevoerd met stenen afkomstig van de oude Romeinse vestingen en muren van de stad Tongeren. Alleen de kerktoren heeft tot heden stand gehouden. De toren is gedeeltelijk in silex-steen (onderste gedeelte) en gedeeltelijk in mergelsteen (bovenste gedeelte). De toren heeft een klok van het bouwjaar 1396. Deze grote klok die na meer dan 6 eeuwen nog steeds onafgebroken dienst bewijst is 800 kg zwaar. De toren bezit ook een uniek uurwerk van het jaartal 1212 waarvan enkel het mechanische gedeelte nog steeds bestaande is. Met de werken van de huidige Sint-Laurentiuskerk werd gestart in 1773. Binnen in de kerk vinden we een orgel dat geplaatst werd door commandeur Edmond van Bocholtz in het jaar 1659. Boven de orgel is het wapenschild van de commandeur te bezichtigen. Het hoogaltaar in de kerk is een groot houten "monument" en is van 1666. Het hoogaltaar is voorzien van een prachtige schilderij dat Christus aan het kruis voorstelt, en draagt het jaartal 1871 en is een copij van Van Dijck, maar is wel degelijk door kunstschilder Constant Claes vervaardigd. De kerk van Overrepen is in het bezit van de volgende relikwieën: 1.Een deeltje van het Heilig kruishout, gedateerd 11 juli 1780. 2.Een deeltje van de sluier van Maria, gedateerd 5 februari 1845. 3.Een deeltje van het gebeente van de Heilige Lucia, gedateerd 14 augustus 1828. 4.Een deeltje van het gebeente van de heilige Laurentius, gedateerd 1698. De kerk van Overrepen is in bezit van een op doek geschilderde kruisweg, door Constant Claes, gedateerd 1842. In de nis van de kerk (of kerktoren) bevindt zich een "kruis-Lieve-Heer" beeld, gedateerd 1884. De kerk van Overrepen bezit nog andere waarde volle beelden, zoals het oud "gekleed" beeld van de patroon heilige, gedateerd begin 1700 en een beeld van de H. Lucia uit hout, gedateerd 1600. De houten preekstoel, gedateerd 1700. De beelden van O.L. Vrouw, gedateerd 1900. Een marmeren doopvont met koperen afwerking, gedateerd 1863.

### De Pastorij van Overrepen
De Pastorij van Overrepen heeft reeds een hele geschiedenis achter zich. Dit is niet te verwonderen als men weet dat het gebouw in 1658 werd opgetrokken onder Baron de Bocholtz, Commandeur van de Duitse Orde van de Balije Alden Biesen die tevens de grootste geldschieter was bij het bouwen van de kerk. De huidige pastorij van Overrepen is het oudste (beschermd) gebouw van Overrepen en een van de oudste pastorijen van de provincie Limburg. Samen met de kerktoren en de kerk vormt zij een schilderachtige complex, dat reeds dikwijls het onderwerp is geweest van kunstschilders, tekenaars en fotografen. Dit complex, toren en pastorij werd door Koninklijk Besluit van 29 januari 1981 als monument geklasseerd.

### Kasteel van Kolmont

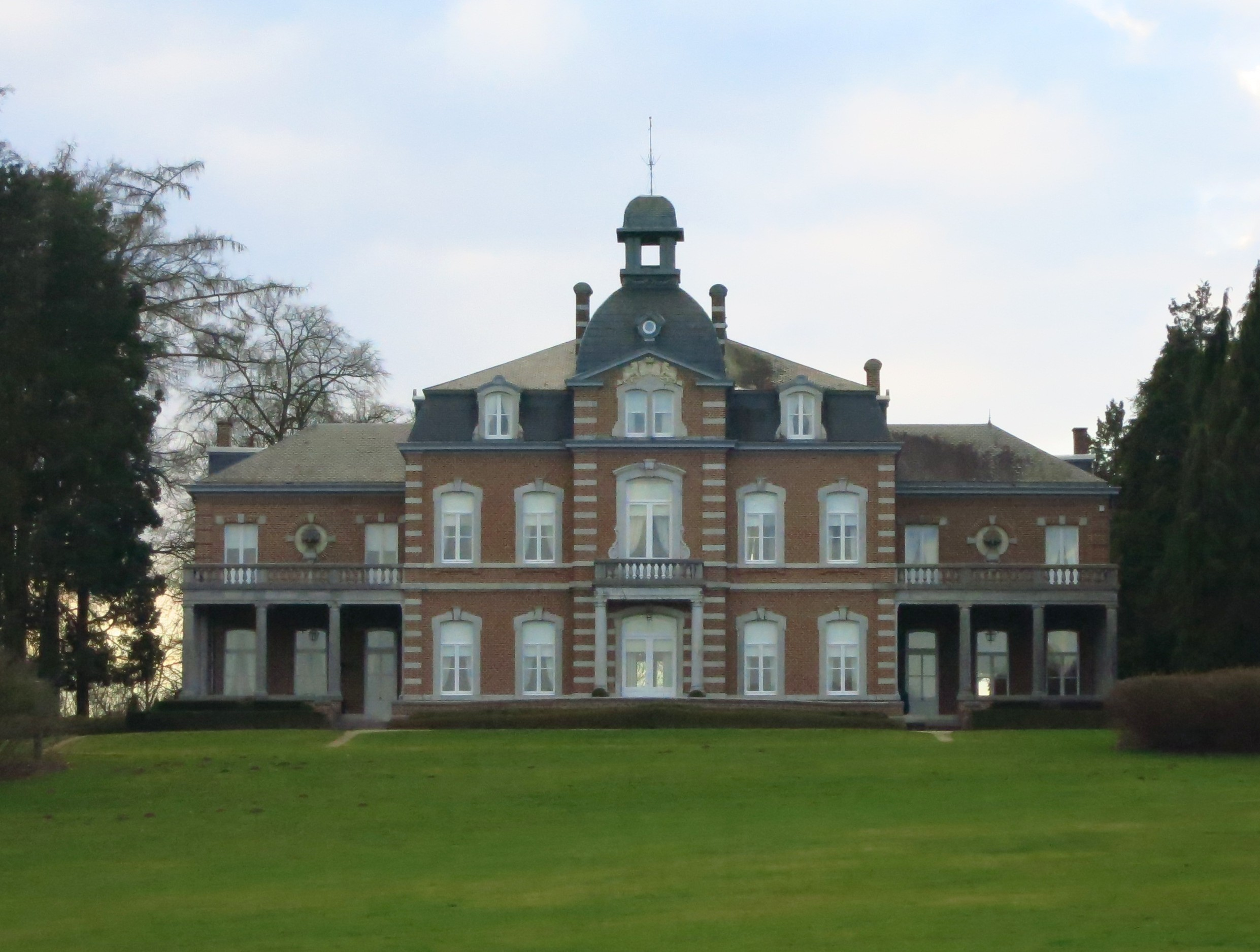
Kasteel van Kolmont

Het Kasteel van Kolmont heeft een neobarokke stijl en de middenbouw werd tussen 1840 en 1850 opgericht door toedoen van de familie Bellefroid-Van der Meer. Het kasteel is gelegen op een heuvel in een schilderachtige omgeving. In 1920 werd door toe doen van de Heer De Coune de twee zijvleugels aangebracht. Later werd het domein dan eigendom van magistraat Claessen. Nadien werd het bewoond door ridder Erard de Schaetzen, oud-burgemeester van Tongeren. De huidige eigenaar (anno 2009) is de Heer Tans. Te midden van een natuurgebied draagt het kasteel en pachthuis heel wat bij aan de verfraaiing van het landschap. Een eindje verderop bevindt zich de kasteelhoeve, gedateerd rond 1900.

## Natuur en landschap
Overrepen ligt in vochtig-Haspengouw, op een hoogte van 60 tot 107 meter. In het zuiden van de deelgemeente ligt de vallei van de Fonteinbeek. Deze beek stroomt in noordwestelijke richting en mondt uit in de Mombeek, een zijbeek van de Demer.

## Nabijgelegen kernen
Neerrepen, Guigoven, Tongeren, Kolmont